# Ivan Pregelj
Ivan Pregelj (27. října 1883 Most na Soči (tehdy Sv. Lucija na Soči) – 21. ledna 1960 Ljubljana) byl slovinský spisovatel, dramatik, básník a kritik.

## Životopis
Pregelj se narodil jako nejstarší ze tří dětí do rodiny krejčího. Jako devítiletý chlapec přišel o otce i matku, takže se o něj již od dětských let starali prarodiče. Studia mu umožnila pomoc starosty Jožefa Fabjana, který Ivana roku 1894 poslal do učení do Gorice. Po maturitě odešel studovat teologii, studia však brzy opustil. Několik dalších měsíců pracoval jako písař u advokáta Alojze Franketa. Na podzim roku 1904 se zapsal jako student slavistiky a germanistiky ve Vídni. Vstoupil do studentského katolického spolku Danica a začal přispívat do katolického časopisu Zora, v letech 1905 -1906 byl jeho šéfredaktorem. Po zakončení studia vyučoval jako středoškolský profesor v Gorici, Pazinu, Idrii, Kranji a Ljubljani, kde zůstal až do smrti. Pohřben je na hřbitově Dravlje v Ljubljani.

## Literární dílo
Pregelj psal především básně, povídky a drama. Zanechal obsáhlé literární kritické esejistické dílo a překlady různých děl. Nejvíc znám je díky románu Tolminci, středoškoláci ho znají především díky novele Matkova Tina. Méně známé je, že napsal libreto k opeře Tajda skladatele Hugolina Sattnera.
Mezi jeho významnější díla patří také životopisný román o Simonu Jenku, Simon iz Praš.
Ostatní díla: básnická sbírka Romantika (1910), lidová pověst Mlada Breda (1913) o zlé maceše Katri a dobré nevěstě Anici; v ní líčí boj o statek v oblasti Tolmina.
Historický kolektivní román Tlačani (Dom in svet, 1915–1916), jeho nejobsáhlejším dílem je kniha s názvem Tolminci (1927). Pokračování Zadnji upornik (Dom in svet, 1918–1919) přejmenoval na Štefan Golja in njegovi (1928). V knize Tolminci s barokní výřečností vylíčil historické události z let 1712–1713, když se tolminští sedláci a chalupníci vzepřeli šlechtě a vyššímu duchovenstvu. Z tohoto historicky a územně značně realistického znázornění života, Pregelj posunul těžiště na symbolické vylíčení společenského, duchovního a tělesného útisku tolminských lidí – nejprve v románu o Štefanu Golji, což byl vlastně první vzbouřenec proti církevnímu násilí, poté v renesančním románu Plebanus Joannes (Dom in svet, 1920, kniha 1921). Román začíná v časech Savonarola a vypravuje o vikáři Janezovi, jeho synovci Petrovi a krásné nezákonné matce Katici. Román názorně líčí vikářův boj s vnitřními nepřáteli a jeho tělesností.
V novelách se mu podařilo vystihnout každodenní život v Tolminu (např. Matkova Tina, Runje), který vyznamenal barvitým popisem krajiny a originálními podobami tolminských duchovních.
Práce učitele v různých oblastech Slovinska dala autorovi látku k sepsání nových pověstí. Ve světle svého idealistického světového názoru načrtl idylickou rodinnou pověst Otroci sonca (1919), která se odehrává někde mezi Škofjou Lokou, Idrií a Tolminem; ta vypráví o dvou sestrách, Heleně a Slavici, a o jejich láskách. Materiál pro některé další pověsti mu dali také zajímavé goreňské osobnosti: o spletitém životě lidového osvícence, pozdějšího pána z Lanšperku, vypráví dílo Peter Pavel Glavar (1922, pozdější název Odisej iz Komende, 1929), o protestantském predikantovi Jerneji Knaflju hovoří román Bogovec Jernej (1923), o životě básníka Simona Jenka dílo Šmonca (1924, pozdější název Simon iz Praš); příběhy ze života M. Valjavce popisuje idyla Na vakance (1927).
V jiných pověstech a románech se Pregelj zabývá národnostními otázkami, poté také otázkami víry a světonázoru, které řešil z čistě katolického stanoviska. Svoji činnost zakončil s historickou novelou Thabiti Kumi (1933) s epilogem k dílu Plebanus Joannes.
Pregelj byl mezi lety 1918–1930 velmi populární mezi katolickými vzdělanci, a to proto, že odkrýval etické problémy, zvláště rozkol mezi duchovenstvem a tělesným životem.
Psal také kritiky a eseje, ve kterých z výhradně katolického stanoviska oceňoval slovinské spisovatele a básníky.

## Překlady do češtiny
- Plebanus Joannes (Olomouc, 1930) – podle 2. vydání přeložil Bohuš Vybíral